# Bran Van 3000
Bran Van 3000 er en  musikgruppe fra Montreal, Canada.